# Golden Trailer Awards 2005
La 6ª edizione dei Golden Trailer Awards si è tenuta nel 2005 negli Stati Uniti.

## Vincitori e candidati

### Best action
- La guerra dei mondi, regia di Steven Spielberg

### Best Animation/Family
- Gli Incredibili - Una "normale" famiglia di supereroi, (The Incredibles)[1] regia di Brad Bird

### Best Comedy
- Napoleon Dynamite, regia di Jared Hess

### Best Documentary
- Fahrenheit 9/11, regia di Michael Moore

### Best Drama
- Collateral, regia di Michael Mann

### Best Foreign
- La foresta dei pugnali volanti (Shi mian mai fu), regia di Zhang Yimou

### Best Foreign Independent
- La foresta dei pugnali volanti (Shi mian mai fu), regia di Zhang Yimou

### Best Horror
- Amityville Horror (The Amityville Horror),[2] regia di Andrew Douglas

### Best Independent
- I Heart Huckabees - Le strane coincidenze della vita (I Heart Huckabees), regia di David O. Russell

### Best Music
- La mia vita a Garden State (Garden State),[3] regia di Zach Braff

### Best Romance
- Una lunga domenica di passioni (Un long dimanche de fiancailles), regia di Jean-Pierre Jeunet

### Best Thriller
- Open Water, regia di Chris Kentis

### Best Trailer – No Movie
- Empire Design,[4] regia di John Waters

### Best Video Game Trailer
- Medal of Honor: Pacific Assault

### Best Voice Over
- I diari della motocicletta (Diarios de motocicleta), regia di Chris Kentis

### Most Original
- Guida galattica per autostoppisti (film) (The Hitchhicker's Guide to the Galaxy), regia di Garth Jennings

### Summer 2005 Blockbuster
- La guerra dei mondi (War of the Worlds), regia di Steven Spielberg

### Trashiest
- A Dirty Shame, regia di John Waters

### Golden Fleece
- White Noise, regia di Geoffrey Sax